# Steinsåsen
Steinsåsen este o localitate din comuna Hole, provincia Buskerud, Norvegia, cu o suprafață de 1,23 km² și o populație de 1.783 locuitori (2013).